# Zhang Haiao
Pour les articles homonymes, voir Zhang.
Dans ce nom chinois, le nom de famille, Zhang, précède le nom personnel.
Zhang Haiao, né le 23 décembre 2000,, est un coureur cycliste chinois. Actif sur piste, il représente son pays lors de grands événements internationaux. 

## Palmarès sur piste

### Coupe des Nations
- 2022
  - 2e de la poursuite par équipes à Cali

### Jeux asiatiques
- Hangzhou 2023
  -  Médaillé d'argent de la poursuite par équipes

### Championnats d'Asie
- Nilai 2023
  -  Médaillé d'argent de la poursuite par équipes
  -  Médaillé de bronze de la poursuite individuelle
- New Delhi 2024
  -  Médaillé d'argent de la poursuite par équipes

## Palmarès sur route
- 2018
  -  Champion de Chine du contre-la-montre juniors[3]